# 1645 en arts plastiques
| Années des arts plastiques : 1642 - 1643 - 1644 - 1645 - 1646 - 1647 - 1648    |
| Décennies des arts plastiques : 1610 - 1620 - 1630 - 1640 - 1650 - 1660 - 1670 |

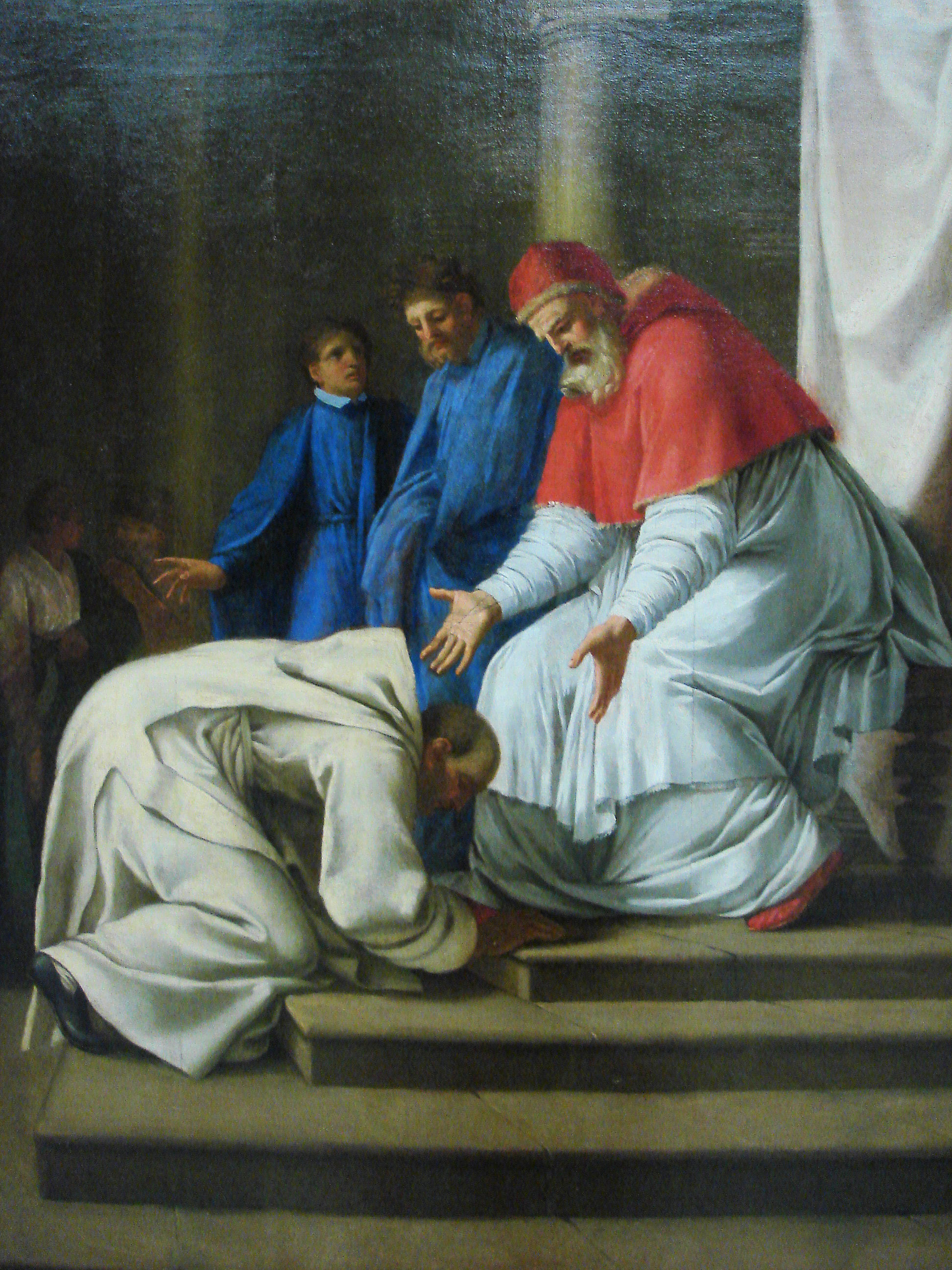
Saint Bruno aux pieds du pape Urbain II, Eustache Lesueur

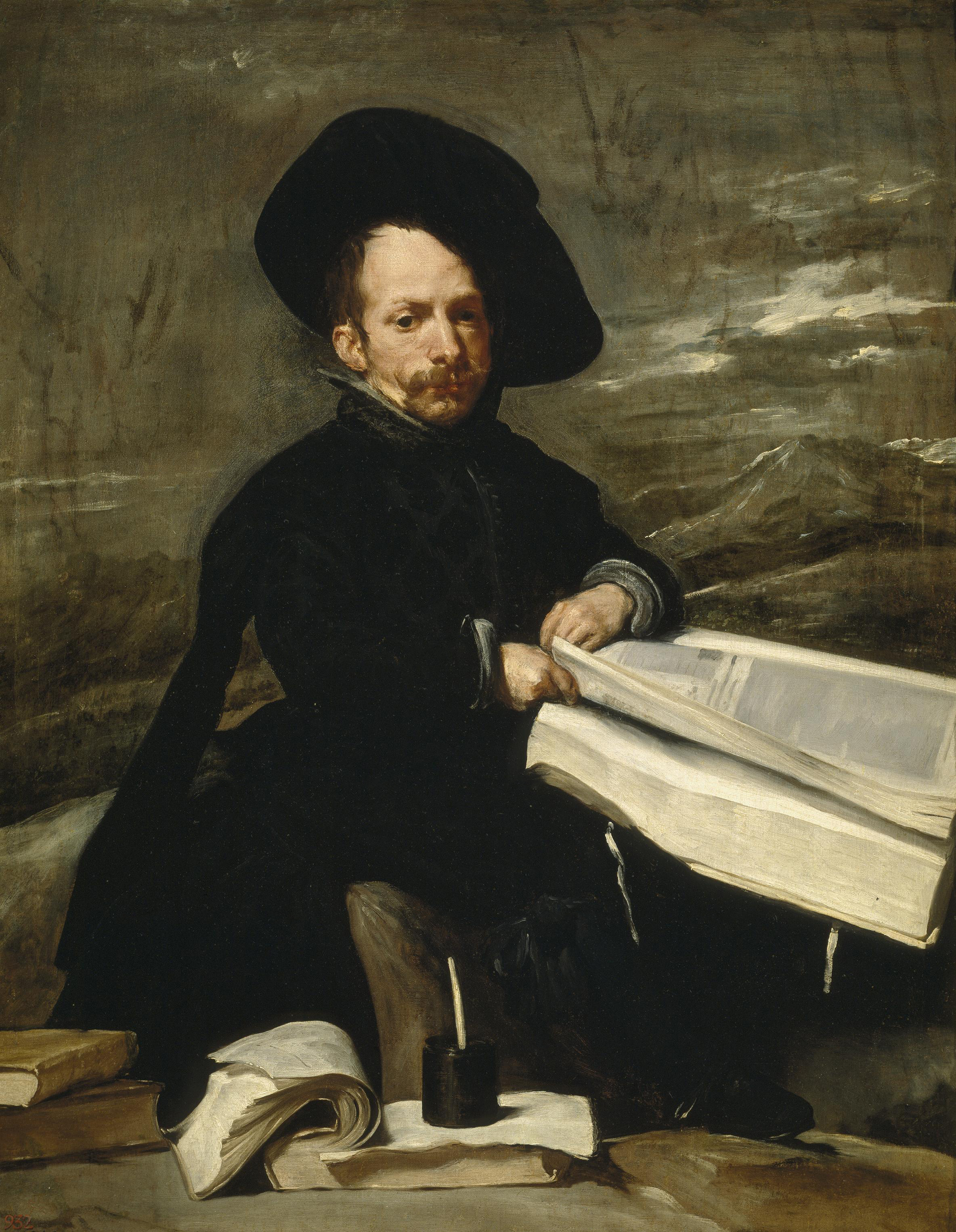
Le Bouffon don Diego de Acedo, de Diego Vélasquez.

Cette page concerne l'année 1645 en arts plastiques.

## Œuvres
- Le Bouffon don Diego de Acedo, le cousin, huile sur toile de Diego Vélasquez.
- 1644-1645 : François Anguier réalise le monument funéraire de Jacques-Auguste de Thou (musée du Louvre)

## Naissances
- 3 août : Charles Simonneau, graveur français († 22 mars 1728),
- 30 août : Giuseppe Avanzi, peintre baroque italien  († 29 mai 1718),
- 24 septembre : Albert Meyeringh, peintre néerlandais († 17 juillet 1714),
- 26 octobre : Arent de Gelder, peintre néerlandais († 27 août 1727),

- ? :
  - Francisco Antolínez, peintre espagnol († 1700),
  - Jacob van Dorsten, peintre néerlandais († 1674),
  - Gian Antonio Fumiani, peintre baroque italien († 1710),
  - Francesco Pittoni, peintre baroque italien († 1724),
  - Willem Frederik van Royen, peintre néerlandais († 1723),
  - Francesco del Tintore, peintre baroque italien  († 1718),
  - Pierre Toutain, peintre français († 2 avril 1686),
  - François de Troy,  peintre  portraitiste français  († 21 novembre 1730),
- Vers 1645 :
- Jacob van Dorsten, peintre néerlandais († 1674).

## Décès
- 6 juin : Giovanni Briccio, peintre, auteur de théâtre et musicien italien (° 25 mars 1579),
- 12 juillet : Luciano Borzone, peintre baroque italien de l'école génoise (° 1590),
- ? août : Crijn Hendricksz Volmarijn, peintre hollandais (° vers 1601),
- 12 décembre : Giovanni Bernardino Azzolini, peintre maniésiste italien (° vers 1572),
- ? :
  - Christoffel van den Berghe, peintre hollandais d'origine flamande (° 1590),
  - Jacob van der Heyden, peintre, dessinateur, graveur et éditeur belge (° 1573).